# Calliteara concolor
Calliteara concolor är en fjärilsart som beskrevs av Otto Staudinger 1861. Calliteara concolor ingår i släktet harfotsspinnare, och familjen tofsspinnare. Inga underarter finns listade i Catalogue of Life.